# Skammen i Gijón
"Skammen i Gijón", alternativt "Skandalen i Gijón", är ett vanligt tillnamn för fotbollsmatchen mellan Västtyskland och Österrike den 25 juni 1982. Matchen, som spelades på Estadio El Molinón i spanska Gijón, var en avgörande gruppspelsmatch i det årets fotbolls-VM i Spanien. Tillnamnet tillkom på grund av sättet som matchen spelades på och dess konsekvenser.

## Förlopp

### Bakgrund
Matchen var den sista i grupp 2, där utöver Västtyskland och Österrike även Algeriet och Chile ingick, och Algeriet hade dagen före spelat sin sista gruppspelsmatch och besegrat Chile med 3–2. Situationen före den omtalade drabbningen mellan Västtyskland och Österrike var således den att de sistnämnda ledde gruppen på samma poäng som Algeriet och före Västtyskland på tredje plats.
Men vid en seger med ett eller två mål för Västtyskland skulle dessa hamna på första plats, på samma poäng som Österrike men med ett måls bättre målskillnad och Algeriet skulle följaktligen hamna på tredje plats och vara ute ur turneringen. Österrike skulle också vid en andra plats i gruppen få ett något lättare motstånd i fortsättningen, medan Västtyskland – som de facto räknades som ett starkare lag – skulle få ta sig an svårare motståndare i form av bland annat hemmanationen Spanien och England.

### Matchen
I tionde minuten gjorde Horst Hrubesch 1–0 till Västtyskland, och då upphörde all form av konstruktivt spel. Bägge lagen passade bollen mellan varandra eller tillbaka till egen målvakt och det förekom knappast några tacklingar alls. Eventuella anfall slutade allt som oftast i en felpassning eller i ett inkast för motståndarna.  
Endast Walter Schachner från Österrike och Wolfgang Dremmler från Västtyskland försökte i någon mån att liva upp spelet, dock utan resultat eftersom övriga spelare inte gjorde detsamma. Ironiskt nog blev samme Schachner varnad i 32:a minuten för protester mot sina egna spelare. Under andra halvlek var det knappt ens någon som sprang på planen utan spelarna tillbringade istället tiden åt att långsamt passa bollen mellan varandra eller tillbaka till sin målvakt ibland varvat med några enstaka resultatlösa höjdbollar in på offensiv planhalva, och vissa felpassningar beskrivs som uppenbart medvetna.  
Matchen slutade 1–0 till Västtyskland. Detta ledde till att bägge lagen gick vidare till slutspelet och Algeriet, som tidigare i veckan överraskande hade besegrat Västtyskland med 2–1, var utslaget.

### Reaktioner
Åskådarna på arenan reagerade kraftigt på det inträffade. Eberhard Stanjek som kommenterade matchen för tyska ARD och Bayerischer Rundfunk stängde under en period av sin mikrofon och vägrade att kommentera, och en österrikisk tv-kommentator rekommenderade sina tittare att byta kanal och istället titta på något annat. Ingvar Oldsberg som kommenterade matchen för Sveriges Television ansåg att "lagen behöver inte byta tröjor efteråt, för det verkar de redan ha gjort".
På samma sätt visade den spanska publiken sitt missnöje med vad de fick åse, och busvisslingar och ramsor med ”Fuera, fuera!” (”Försvinn, försvinn!”), ”Argelia, Argelia!” (”Algeriet, Algeriet!”) och ”Que se besen, que se besen!” (”Kyss varandra, kyss varandra!”) ekade runt arenans läktare. Uppretade algerier på plats viftade med sedlar mot spelarna, och till och med västtyska och österrikiska fans som hade hoppats på ett hett derby liknande det i föregående VM visade sitt missnöje; en västtysk supporter brände sin flagga i protest. Efter slutsignalen fick spansk polis eskortera spelarna ut från arenan.
Dagen efter nämnde Gijóns dagstidning El Comercio inget alls om matchen i sportdelen. Man skrev istället en artikel under sektionen för begångna brott med rubriken ”40 000 personer på El Molinón-stadion bedragna”, följt av namnen på förbundskaptenerna och de 22 spelarna som misstänkta för bedrägeri. Schweiziska tidningen Sport Zürich publicerade endast de bägge startuppställningarna och beklagade sedan att inget sportsligt fanns att rapportera. Tyska media kallade matchen ”Skandalen i Gijón” och "icke-angreppspakten", medan man i Algeriet kallade det inträffade för ”Anschluss”.

### Efterspel
Resultatet gjorde att både Västtyskland och Österrike var kvalificerade för fortsatt spel och Algeriet åkte ur. De ursinniga algeriska representanterna krävde av Fifa att de skulle underkänna matchen och utesluta både Västtyskland och Österrike, och man anklagade också den skotske domaren Bob Valentine för att vara inblandad. FIFA bedömde dock att eftersom inget regelrätt brott mot FIFA:s stadgar eller fotbollens regler hade begåtts skulle resultatet gälla, och Algeriets, och omvärldens, protester var förgäves.
Dock medförde det inträffade att FIFA ändrade sitt regelverk till att de två sista gruppspelsmatcherna alltid ska spelas samtidigt, för att undvika liknande situationer.